# Déméter
Pour les articles homonymes, voir Déméter (homonymie).
Dans la religion grecque antique, Déméter (en grec ancien Δημήτηρ / Dêmếtêr : nom vraisemblablement composé de μήτηρ / mếtêr, « la mère », et peut-être d'un nom pré-grec de la terre, δᾶ / dâ, ce qui ferait d'elle « la Mère de la Terre » ou la  Terre Mère) est la déesse de l'agriculture et des moissons. Elle apparaît dans la mythologie grecque.
Selon la Théogonie d'Hésiode, elle est une Cronide, fille des Titans Cronos et Rhéa, donc une sœur d'Hestia, Héra, Hadès, Poséidon et Zeus, et la mère de Perséphone et de Ploutos. Pausanias en fait également la mère de Despoina et du cheval fabuleux Arion.
Les Romains l'assimilèrent à Cérès.

## Mythe
Quand Hadès, souverain des morts, enleva Perséphone pour en faire son épouse, la mère de cette dernière, Déméter, partit à sa recherche, délaissant les récoltes de la Terre. Prenant la forme d'une vieille femme nommée Doso, elle erra pendant neuf jours et neuf nuits. Voyant que la famine menaçait les mortels, Zeus envoya  son messager Hermès au royaume d'Hadès pour lui demander de rendre Perséphone à sa mère. Mais la jeune déesse avait mangé six pépins de la grenade que le rusé Hadès lui avait offerte pour la garder avec lui, la tradition voulant que quiconque mange dans le royaume des morts ne peut plus le quitter. Zeus obtint que Perséphone passât l'hiver aux Enfers avec son époux et le reste de l'année avec sa mère. Ainsi débuta, selon la mythologie grecque, le cycle des saisons.
Déméter eut d'autres enfants que Perséphone. Le héros Iasion s'unit à elle dans un champ labouré trois fois et lui donna un fils qui fut appelé Ploutos et devint la personnification de la richesse. Homère mentionne que Zeus, par jalousie, foudroya Iasion. Unie à Poséidon, Déméter conçut aussi Arion, un cheval immortel, et une déesse mystérieuse dont il était interdit de prononcer le nom, que l'on désignait sous le vocable de Despoina (« la Maîtresse »). La légende rapporte qu'ayant conçu Despoina durant sa quête de Perséphone, Déméter la fit élever par le Titan Anytos.
Déméter enseigna aux humains les semis et le labour. Durant son errance sous la forme de Doso, elle rencontra Céléos, roi d'Éleusis. Pour le remercier de son accueil, elle prit avec elle les fils du roi, Démophon et Triptolème, tenta de rendre le premier immortel et enseigna au second l'art de l'agriculture. Celui-ci devait transmettre cet art au reste des humains. Selon certaines traditions, elle lui aurait aussi donné des grains de blé afin qu'il les répande sur la Terre.
Pour avoir dressé des temples à son honneur, Hiérax est récompensé de grandes récoltes.

## Culte
Hésiode, dans Les Travaux et les Jours, mentionne fréquemment Déméter. Il donne de nombreux détails sur les rites religieux entourant la fertilité et le travail de la terre[réf. nécessaire].
Selon Pausanias dans sa Description de la Grèce, une grande quantité de temples et sanctuaires dédiés à Déméter parsemaient le pays, témoignant de l'importance de son culte[réf. nécessaire].
Le culte de Déméter se pratiquait dans de nombreuses cités de la Grèce Antique, notamment celle de Kos. La prêtresse de Déméter obéissait à des règles retrouvées gravées sur des stèles de pierre dont une datant du début du IIIe siècle av. J.-C. où l’on peut lire un long décret de la cité de Kos.
La prêtresse de Déméter se devait d’être pure. Cette contrainte de pureté entraîne plusieurs obligations. En lien avec l’aspect agraire qui caractérise Déméter, la chasteté et l’abstinence sexuelle étaient perçues comme sources de bienfaits, favorisant la fertilité de la terre, comme aussi d’autres mesures décrites sur cette stèle de Kos concernant le culte de Déméter Olympia.
Les interdits que la prêtresse se devait de respecter sont nombreux : elle devait éviter tout contact avec la mort, se tenir éloignée des tombes, ne pas manger de viande au cours d’un rituel héroïque, ni la chair d’un animal mort par strangulation (le cercle étant un symbole de perfection utilisé lors de cérémonies, l’utiliser par le biais d’une corde pour donner la mort pourrait être perçu une manière de souiller cette pureté). La prêtresse devait également éviter les naissances et ne pas entrer là où une femme avait accouché ou avorté. Elle ne devait pas non plus s’approcher du sang.
Si malgré tout la prêtresse se trouvait souillée, elle devait se débarrasser de cette souillure. en se livrant par exemple à un rituel où il fallait couper les extrémités d’une truie. Sur la stèle de Kos, il est aussi fait mention d’une coupe en or pour des cérémonies de purification de la prêtresse qui représentait un lien entre mortels et divinités.
La prêtresse de Déméter Olympia possédait un grand rôle. Elle assistait aux rituels et cérémonies. La stèle de Kos précise que les dépenses faites pour la prêtresse sont à la charge de la cité, montrant son importance et sa notoriété. Au IVe siècle av. J.-C., un décret de la cité d'Arkésinè d'Amorgos fait état d'une plainte de la prêtresse de Déméter au sujet d'impiétés commises par des femmes.
Déméter était honorée dans les mystères d'Éleusis, un culte célébrant le retour à la vie et le cycle des moissons. L’Hymne homérique à Déméter donne la meilleure description qui puisse nous documenter sur l'origine du culte[réf. nécessaire].
Elle était également honorée aux mystères de Samothrace sous la forme d'Axieros, déesse principale des Grands Dieux[réf. nécessaire].
Hiérax, du pays des Mariandynes au nord de l'Asie mineure, est connu pour lui avoir dédié de nombreux temples ; la déesse le remercia par d'abondants récoltes.

## Épiclèses, attributs et sanctuaire
- Attributs : les gerbes de blé, le calathos, la faucille, le flambeau, le serpent, la truie, le bélier, le pavot, la tourterelle.
- Sanctuaires : Éleusis, Thermopyles, Samothrace.
- Célébrations : Thesmophories, Éleusinies, Démétries et Céréales, etc.

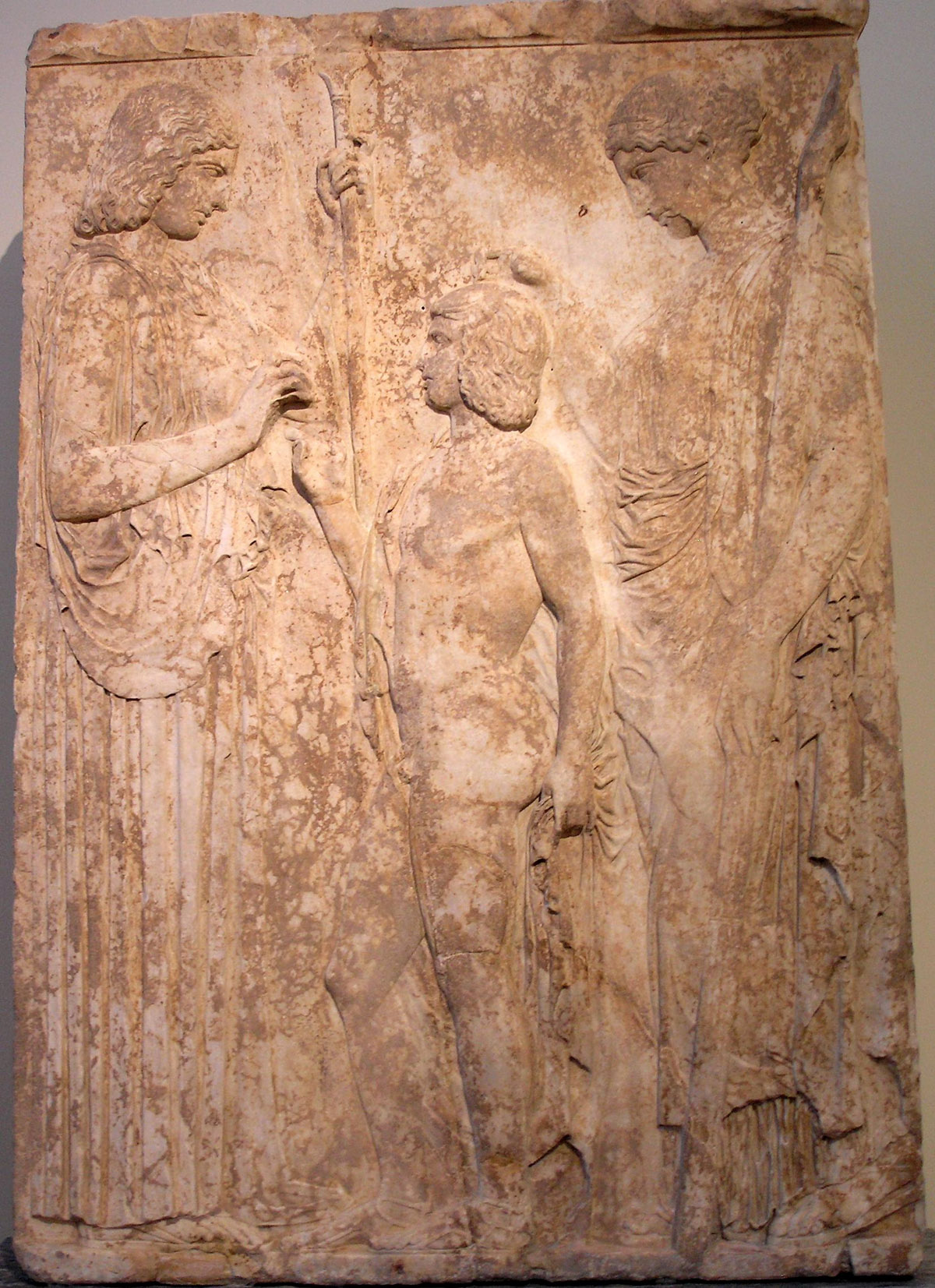
Déméter, Perséphone et  Triptolème , relief votif d'Éleusis, vers 440 av. J.-C., Musée national archéologique d'Athènes.
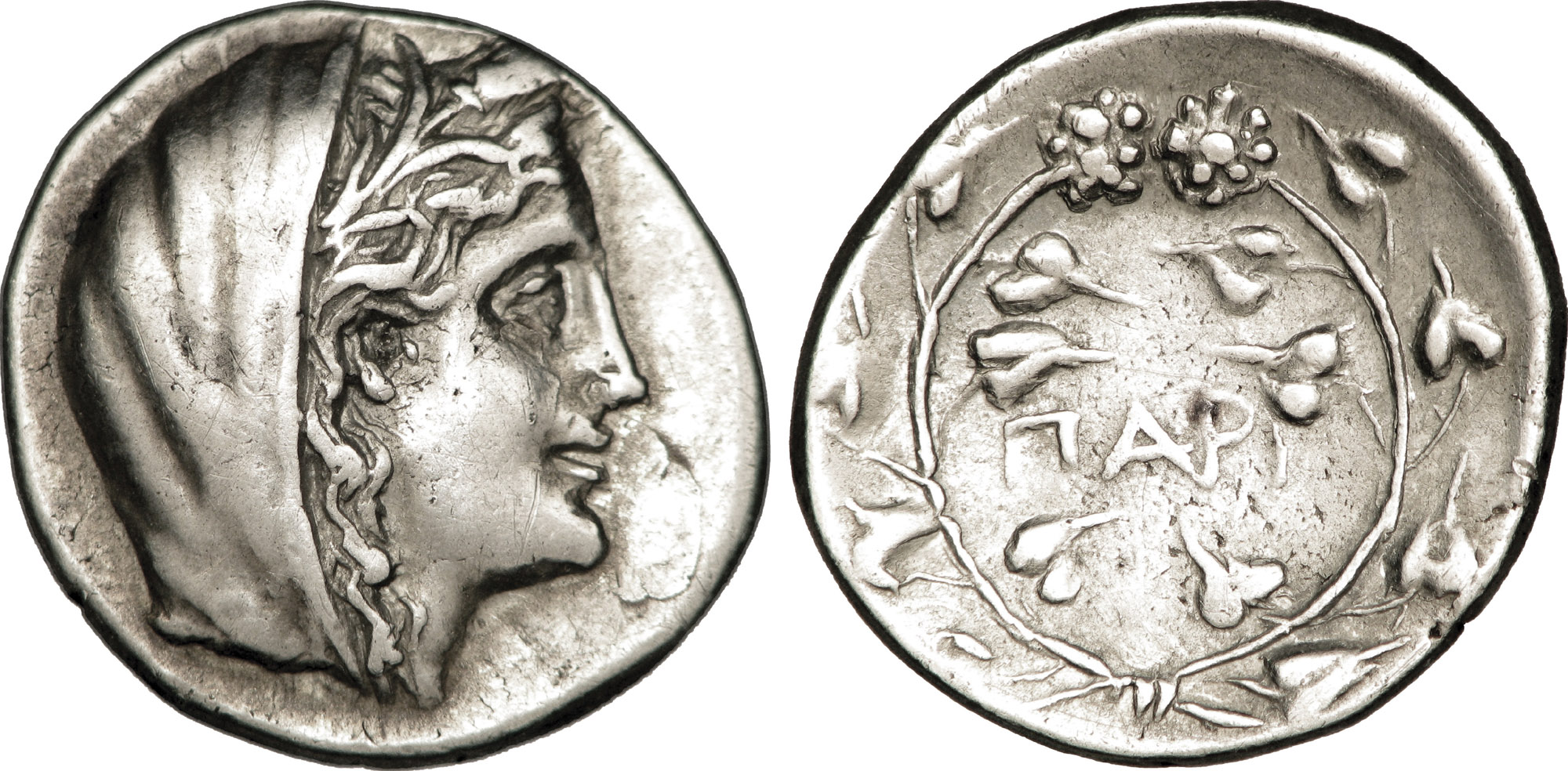
Didrachme de l'île de Paros, frappé aux Cyclades et représentant Déméter.
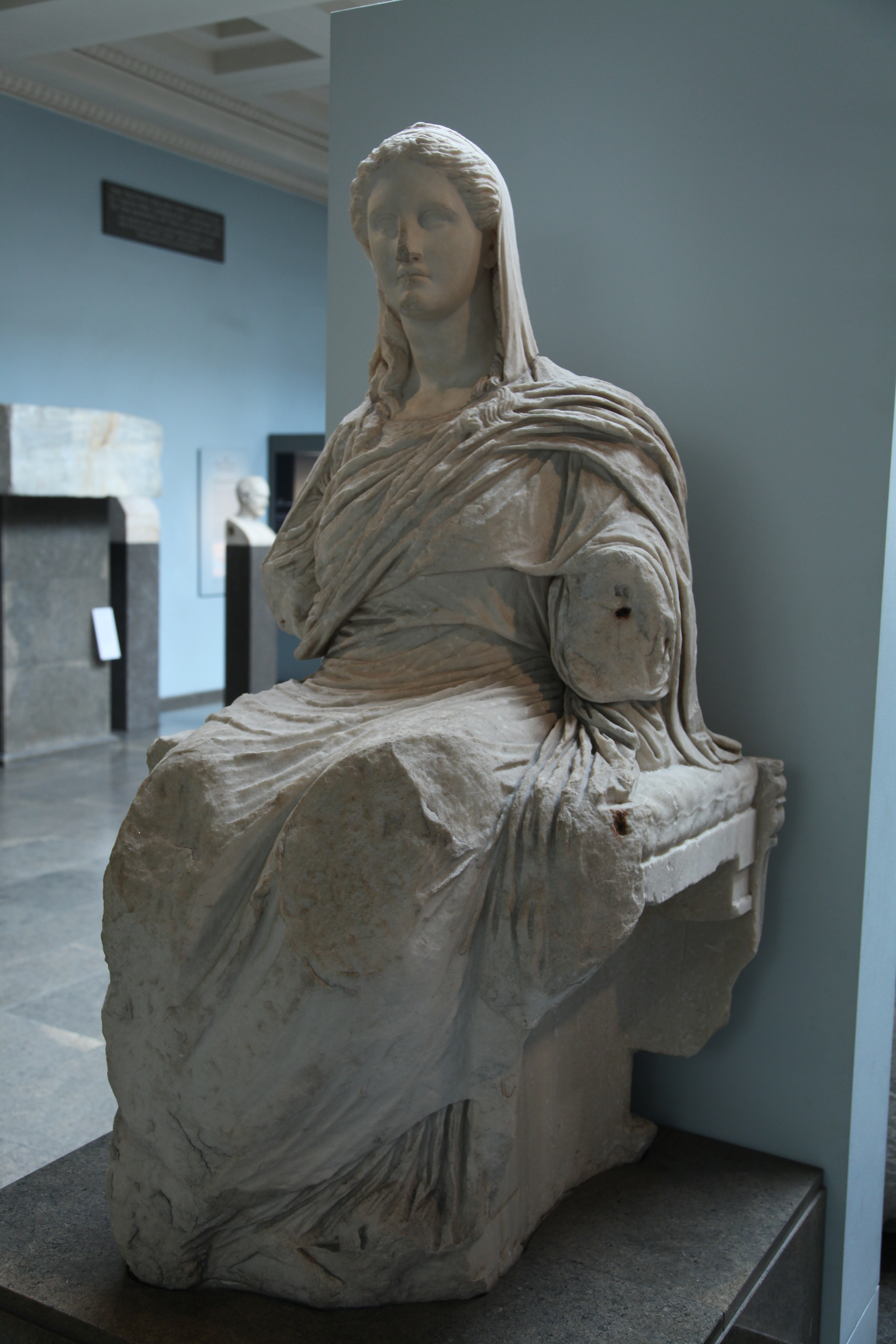
Déméter de Cnide, sculpture en marbre hellénistique, vers 350 av. J.-C.
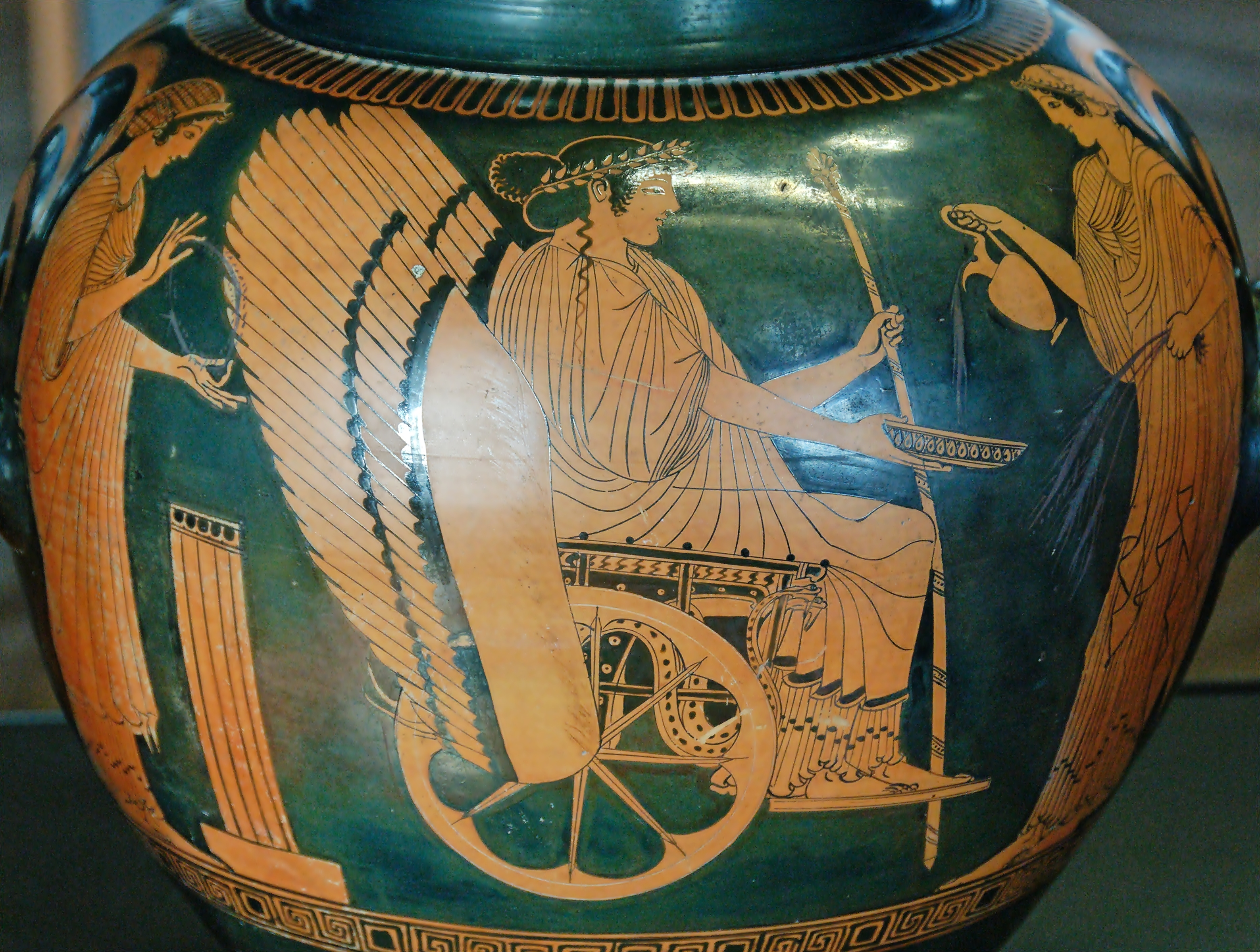
Triptolème, Déméter et Perséphone par le peintre de Triptolème, vers 470 av. J.-C. Musée du Louvre.
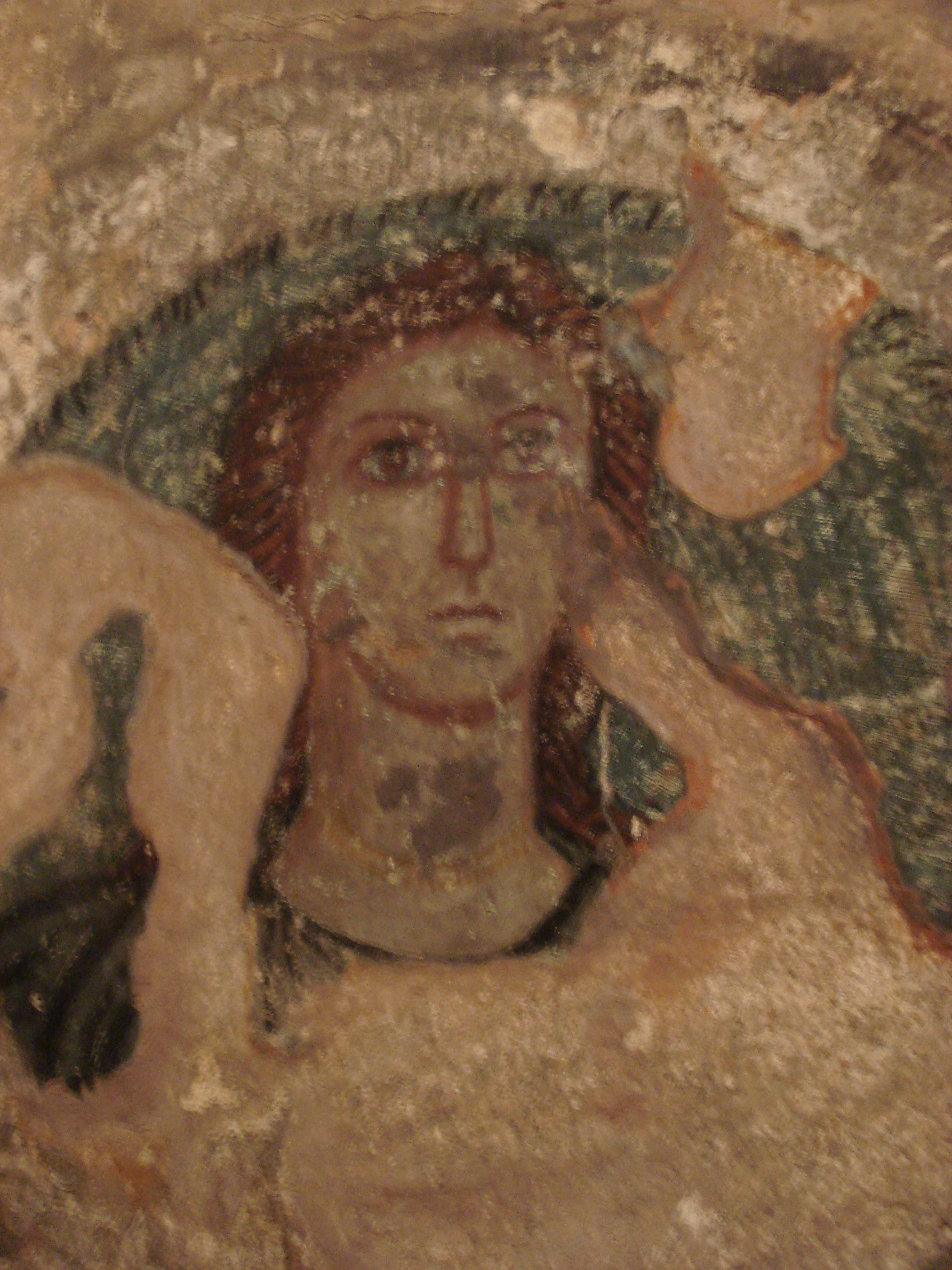
Fresque grecque antique de Déméter à Panticapée, Ier siècle.

## Représentation dans les arts et la culture
Déméter est souvent représentée assise, avec une gerbe d'épis de blé tressés. Elle est parfois munie d'une torche, à la recherche de sa fille bien-aimée. On voit souvent près d'elle les produits de la terre et ses animaux sacrés, le serpent et la truie. Sa fille Perséphone apparaît assez souvent à ses côtés.

#### Sources antiques
- Callimaque, Hymnes [détail des éditions] (lire en ligne) (Déméter).
- Pseudo-Hésiode, Bouclier d'Héraclès [détail des éditions] [lire en ligne] (v. 290), Théogonie [détail des éditions] [lire en ligne] (v. 453–457, 912–914 et 969–974), Les Travaux et les Jours [détail des éditions] [lire en ligne] (v. 32, 300, 391–394, 465–466, 597–599 et 805–807).
- Hymnes homériques [détail des éditions] [lire en ligne] (Déméter, passim).
- Pausanias, Description de la Grèce [détail des éditions] [lire en ligne].

#### Recherche académique
- (en) Hugh Bowden, « Cults of Demeter Eleusinia and the Transmission of Religious Ideas », Mediterranean Historical Review, vol. 22, no 1,‎ juin 2007, p. 71–83 (ISSN 0951-8967 et 1743-940X, DOI 10.1080/09518960701539182, lire en ligne).
- (en) Ken Dowden, chap. 15 « The Myth that Saves : Mysteries and Mysteriosophies », dans Ken Dowden et Niall Livingstone (éds.), A companion to Greek mythology, Wiley-Blackwell, 2011 (ISBN 978-1-4051-1178-2), p. 283-300.
- (en) Robin Hard, The Routledge Handbook of Greek Mythology, Francis & Taylor, 2004, 8e éd. (ISBN 978-0-415-18636-0), chap. 5 (« Hades, Demeter, and the mythology of the Underworld »), p. 92-118.
- Brigitte Le Guen-Pollet, La vie religieuse dans le monde grec du Ve au IIIe siècle avant notre ère, Toulouse, Presses Universitaires du Mirail, 1991, 256 p., p. 126
- Vinciane Pirenne-Delforge, Déméter Thesmophoros, cours 2023 du Collège de France, chaire de Religion, histoire et société dans le monde grec antique .